# Tư Mã Cận
Tư Mã Cận (chữ Hán: 司馬靳; ? - ?) là tướng lĩnh nước Tần thời Chiến Quốc, người Hạ Dương, ông là cháu nội của Đại tướng Tư Mã Thác có công phạt Thục và là tổ tiên bảy đời của nhà sử học Tư Mã Thiên.
Lúc đầu ông là phó tướng dưới trướng danh tướng Vũ An quân Bạch Khởi, từng tham gia vào trận chiến Trường Bình, chôn sống 40 vạn quân Triệu tại đây, sau cùng với Bạch Khởi bị Tần vương ban cho cái chết ở Đỗ Bưu, thi hài mang về chôn cất tại Hoa Trì. Cháu của Tư Mã Cận là Tư Mã Xương giữ chức thiết quan thời Tần.
Sự tích về Bạch Khởi phần nhiều lấy từ thiên Bạch Khởi, Vương Tiễn liệt truyện trong Sử ký Tư Mã Thiên. Tổ tiên xa của Tư Mã Thiên là Tư Mã Cận cũng tham gia vào chiến dịch này, về sau cùng với Bạch Khởi tự sát ở Đỗ Bưu, vì vậy có thể coi đây là lịch sử về dòng tộc này.